# Wachid Borchashvili
Wachid Borchashvili (* 24. September 1998 in Tschetschenien, Russland) ist ein ehemaliger österreichischer Judoka und vierfacher österreichischer Judo-Staatsmeister. Er trägt den Shodan.

## Biografie
Borchashvili gewann seine ersten European Open in Oberwart im Februar 2020. Er sammelte 152 Punkte im IJF Olympia Ranking und qualifizierte sich mit Rang 171 in seiner Gewichtsklasse nicht für die Sommerspiele in Tokyo. Nach der COVID-19-Pandemie belegte er im Mai 2021 beim European Open in Zagreb den fünften Platz.

### Qualifikation für die Olympischen Spiele 2024
Nachdem er diese Wettkämpfe in der Gewichtsklasse bis 81 kg bestritten hatte, versuchte er im nächsten Jahr in der darüber liegenden Gewichtsklasse -90 kg Fuß zu fassen. Obwohl er sowohl einen dritten als auch einen siebten Platz bei Grand Prix Events erreichen konnte, beschloss er im Jahr 2023 bei den Qualifikationsturnieren für die Olympischen Spiele 2024 in der Gewichtsklasse -81 kg an den Start zu gehen. In der gleichen Gewichtsklasse versuchte auch sein Bruder Shamil den einen österreichischen Startplatz für Olympia zu bekommen.

### Disziplinarverfahren
Im August 2023 wurde bekannt, dass Borchashvili bei einem Trainingslehrgang einen Trainingspartner tätlich angegriffen hatte. Nach einem Disziplinarverfahren gab der Österreichische Judoverband bekannt, dass Wachid Borchashvili für das Judo World Masters 2023 in Budapest gesperrt war.
Nach dem Gewinn der Bronzemedaille beim Judo Grand Prix Linz 2024 gab Laurin Böhler in einem ORF-Interview bekannt, dass er von seinem Teamkollegen Borchashvili attackiert wurde. Er beklagte, dass die Konsequenzen zu milde ausgefallen seien und sich das Trainingsklima seitdem verschlechtert habe.

### Olympische Spiele 2024
In der Qualifikationsperiode für die Olympischen Spiele 2024 konnte Borchashvili unter anderem eine Gold, eine Silber und eine Bronze-Medaille bei Grand-Slam-Turnieren gewinnen und hatte 3240 Punkte im IJF Olympia Ranking gesammelt. Allerdings hatte sein Bruder Shamil 3746 Punkte erreicht.
Da pro Land und Gewichtsklasse nur ein Athlet an den Start gehen durfte, hätte das bedeutet, dass Shamil und nicht Wachid Österreich bei den Olympischen Spielen vertreten hätte. Dieser verzichtet aber auf den Startplatz für die Olympischen Spiele 2024 in Paris und daher rückte Wachid nach.
Er nahm an den Spielen sowohl in der Gewichtsklasse -81 kg als auch im Mixed-Team (zusammen mit Katharina Tanzer, Lubjana Piovesana, Michaela Polleres, Samuel Gaßner und Aaron Fara) teil.
Er trat mit einem verletzten Meniskus an.
Im Einzelbewerb musste er sich nach einem Sieg gegen Mohammad Samim Faizad (AFG), dem späteren Silbermedaillen-Gewinner, Tato Grigalashvili (MGL), geschlagen geben. Die erste Begegnung im Mixed-Team-Bewerb verlor Borchashvili mit Österreich gegen Deutschland mit 1:4 und belegte den neunten Platz.
Nach den Olympischen Spielen beendete er im November 2024 seine Karriere.

## Mannschaftsmeisterschaften
Mit seinem Verein LZ Wels nahm er von 2016 bis 2023 an der Judo-Bundesliga teil. Im Jahr 2021 gewannen sie die 1. Judo-Bundesliga.

## Privates
2004 flüchtete die Familie Borchashvili von Tschetschenien nach Österreich. Seine Brüder Shamil Borchashvili und Kimran Borchashvili waren auch Teil des Nationalteams. Shamil gewann die Bronzemedaille bei den Olympischen Spielen 2020 in Tokio. Kimran Borchashvili belegte Platz drei bei den European Open Oberwart 2020. Im Herbst 2024 gründeten die Borchashvili Brüder einen neuen Kampfsportverein. Der Verein startete im Jahr 2025 in der Zweiten Judo Bundesliga.